# Philippe Vernet
Philippe Vernet (Le Raincy, 19 de mayo de 1961) es un deportista francés que compitió en ciclismo en la modalidad de pista, especialista en la prueba de tándem.
Ganó dos medallas en el Campeonato Mundial de Ciclismo en Pista, oro en 1983 y plata en 1984.
Participó en los Juegos Olímpicos de Los Ángeles 1984, ocupando el cuarto lugar en la disciplina de velocidad individual.

## Medallero internacional
| Campeonato Mundial | Campeonato Mundial | Campeonato Mundial | Campeonato Mundial |
| Año                | Lugar              | Medalla            | Competición        |
| ------------------ | ------------------ | ------------------ | ------------------ |
| 1983               | Zúrich (Suiza)     | Medalla de oro     | Tándem (A)         |
| 1984               | Barcelona (España) | Medalla de plata   | Tándem (A)         |